# مانادو
مانادو (بالإنجليزية: Manado)‏ هي مدينة تقع في إندونيسيا في سولاوسي الشمالية. يقدر عدد سكانها بـ 430,790 نسمة ومساحتها 166.87 كم2 وترتفع عن سطح البحر 5 متر.

## المناخ
يظهر الجدول التالي التغييرات المناخية على مدار السنة لمانادو:
| البيانات المناخية لـمانادو        | البيانات المناخية لـمانادو | البيانات المناخية لـمانادو | البيانات المناخية لـمانادو | البيانات المناخية لـمانادو | البيانات المناخية لـمانادو | البيانات المناخية لـمانادو | البيانات المناخية لـمانادو | البيانات المناخية لـمانادو | البيانات المناخية لـمانادو | البيانات المناخية لـمانادو | البيانات المناخية لـمانادو | البيانات المناخية لـمانادو | البيانات المناخية لـمانادو |
| الشهر                             | يناير                      | فبراير                     | مارس                       | أبريل                      | مايو                       | يونيو                      | يوليو                      | أغسطس                      | سبتمبر                     | أكتوبر                     | نوفمبر                     | ديسمبر                     | المعدل السنوي              |
| --------------------------------- | -------------------------- | -------------------------- | -------------------------- | -------------------------- | -------------------------- | -------------------------- | -------------------------- | -------------------------- | -------------------------- | -------------------------- | -------------------------- | -------------------------- | -------------------------- |
| متوسط درجة الحرارة الكبرى °م (°ف) | 29.4 (84.9)                | 29.5 (85.1)                | 30.0 (86.0)                | 31.4 (88.5)                | 31.4 (88.5)                | 31.2 (88.2)                | 31.3 (88.3)                | 32.0 (89.6)                | 32.3 (90.1)                | 31.7 (89.1)                | 30.9 (87.6)                | 30.1 (86.2)                | 30.9 (87.6)                |
| المتوسط اليومي °م (°ف)            | 25.4 (77.7)                | 25.4 (77.7)                | 25.7 (78.3)                | 26.4 (79.5)                | 26.4 (79.5)                | 26.2 (79.2)                | 26.1 (79.0)                | 26.6 (79.9)                | 26.4 (79.5)                | 26.3 (79.3)                | 26.3 (79.3)                | 25.8 (78.4)                | 26.1 (79.0)                |
| متوسط درجة الحرارة الصغرى °م (°ف) | 22.3 (72.1)                | 22.2 (72.0)                | 22.3 (72.1)                | 22.4 (72.3)                | 22.4 (72.3)                | 22.3 (72.1)                | 21.8 (71.2)                | 21.9 (71.4)                | 21.2 (70.2)                | 21.8 (71.2)                | 22.3 (72.1)                | 22.5 (72.5)                | 22.1 (71.8)                |
| الهطول مم (إنش)                   | 427 (16.8)                 | 361 (14.2)                 | 338 (13.3)                 | 266 (10.5)                 | 268 (10.6)                 | 277 (10.9)                 | 170 (6.7)                  | 121 (4.8)                  | 149 (5.9)                  | 256 (10.1)                 | 290 (11.4)                 | 365 (14.4)                 | 3٬288 (129.6)              |
| ساعات سطوع الشمس الشهرية          | 129                        | 119                        | 155                        | 168                        | 168                        | 144                        | 176                        | 210                        | 179                        | 172                        | 157                        | 152                        | 1٬929                      |
| المصدر: الأرصاد الجوية الألمانية  |                            |                            |                            |                            |                            |                            |                            |                            |                            |                            |                            |                            |                            |

## أعلام
- فرمان أوتينا
- أدريانوس تاروريه